# Павле Каримановић
Павле Каримановић (Гостиље, 1878 — Београд, 1954) био је српски пуковник, учесник Балканских ратова и Првог светског рата и носилац два Ордена Карађорђеве звезде са мачевима.

## Биографија
Пет разреда гимназије завршио је у Ужицу, а у времену од 1898. до 1900. године похађа артиљеријску подофицирску школу у Крагујевцу. Из школе је изашао као наредник и отишао у Шабац, али убрзо је прекомандован у Ужице у IV пешадијски пук. У Првом балканском рату као поручник водник у Тимочком артиљеријском пуку, са својом батеријом стигао је до Једрена, где је због херојског држања и командовања произведен у чин капетана. 
У Првом светском рату командовао је разним артиљеријским јединицама, да би као пример херојског држања, током борби на положајима Црне реке, Шуматовачког виса, Скочивара, Крушограда и Суходола, био ванредно унапређен у чин активног артиљеријског мајора и одликован Орденом Карађорђеве звезде.
Три пута је рањаван, да би му после трећег рањавања 23. новембра 1916. године биле ампутиране десна рука и десна нога. После рата је у Врњачкој Бањи преузео дужност команданта места и управника Одмаралишта за ратне војне инвалиде. После пензионисања са породицом преселио се у Београд, где је умро 1954. године и сахрањен на Новом гробљу.

## Одликовања и споменице
- Орден Карађорђеве звезде  реда
- Орден Карађорђеве звезде  реда
- Златна Медаља за храброст Милош Обилић
- Сребрна Медаља за храброст Милош Обилић
- Орден југословенске круне  реда
- Орден југословенске круне  реда
- Орден Светог Саве III реда
- Бугарски Крст за храброст IV реда
- Француски Орден Легије части V реда
- Француски Ратни крст са палмом
- Пољски Орден Virtuti Militari V реда